# Duathlon ai Giochi mondiali 2022 - Gara femminile
La gara femminile di duathlon ai Giochi mondiali 2022 si è svolta il 17 luglio 2022 a Birmingham.

## Risultati
| pos. | atleta             | tempo   |
| ---- | ------------------ | ------- |
|      | Maurine Ricour     | 2:01:38 |
|      | Ai Ueda            | 2:01:58 |
|      | Joselyn Brea Abreu | 2:02:42 |
| 4    | Marion Legrand     | 2:02:58 |
| 5    | Sandrina Illes     | 2:03:49 |
| 6    | Edymar Brea Abreu  | 2:05:08 |
| 7    | Diede Diederiks    | 2:07:02 |
| 8    | Natalie Ann Sterk  | 2:11:16 |
| 9    | Aleisha Wesley     | 2:19:00 |
| -    | Karina Othman      | DNF     |
| -    | Kari Giles         | LAP     |
| -    | Gal Diana          | LAP     |
| -    | K. Nieuwenhuijsen  | DSQ     |
| -    | Jazmin Aguilar     | DSQ     |
| -    | Garance Blaut      | DSQ     |
| -    | Merle Brunnee      | DSQ     |
| -    | Nikola Corbova     | DSQ     |
| -    | Kim Mangrobang     | DSQ     |
| -    | Luisa Baca         | DSQ     |
| -    | Laura Swannet      | DSQ     |
| -    | Lotte Claes        | DSQ     |
| -    | Antoanela Manac    | DSQ     |
| -    | Deanna Newman      | DSQ     |
| -    | Schoot Uiterkamp   | DSQ     |